# Paul Guldin
Paul Guldin, nascut Habakkuk Guldin, (Mels, Suïssa, 12 de juny de 1577 - Graz, Àustria, 3 de novembre de 1643) fou un matemàtic i astrònom.

## Vida
De família jueva convertida al protestantisme, va treballar en l'adolescència com a aprenent de joier per diferents ciutats alemanyes, però als vint anys va abraçar el catolicisme i va ingressar a la Companyia de Jesús a Múnic, moment en el qual canvià el seu nom pel de Paul. Fins aleshores no devia haver estudiat gaire, però els jesuïtes, una orde compromesa en l'ensenyament, van iniciar el seu procés educatiu.
En mostrar certes habilitats matemàtiques, el 1609 va ser enviat al Collegio Romano de Roma on va rebre els ensenyaments de Christopher Clavius. En acabar la seva formació amb Clavius, va ser professor al mateix Collegio Romano. El 1617 va ser destinat al col·legi jesuïta de Graz, on va publicar el seu primer llibre. Uns anys després, un sever problema de salut el va allunyar de les aules per un temps. El 1622 publicà un llibre sobre el centre de gravetat de la Terra.
Entre 1623 i 1637 va ser professor de matemàtiques a Viena, excepte uns anys en què va estar destinat al col·legi jesuïta de Żagań (Silèsia). El 1637 tornà a la Universitat de Graz on va romandre fins a seva mort.

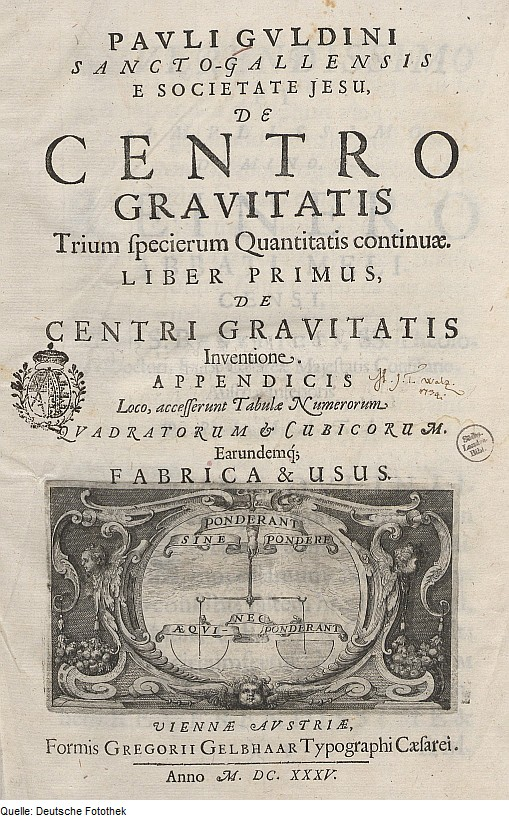
Portada del primer volum del seu Centrobaryca (1635).

## Obra
Guldin és conegut per haver enunciat el Teorema de Guldin, que determina la superfície i el volum d'un sòlid de revolució. Aquest teorema també es coneix com a Teorema de Pappus-Guldin en referència a Pappos d'Alexandria (segle iv dC).
Destaca la seva relació amb el matemàtic i astrònom alemany Johannes Kepler.
Les seves obres més destacades són:
- Refutatio elenchi calendarii Gregoriani a Setho Calvisio conscripti, Mainz, 1618. Una defensa de la reforma del calendari proposada per Clavius.
- Centrobaryca seu de centro gravitatis trium specierum quantitatis continuae, en quatre volums, Viena, 1635-1641.[3] El seu llibre més difós, conegut simplement com a Centrobaryca. El primer volum està dedicat al càlcul del centre de gravetat de figures rectilínies i curvilínies. En el segon volum, dedicat al càlcul dels centres de gravetat dels sòlids de revolució, és on es troba el ja esmentat Teorema de Guldin. En el volum tercer determina la superfície i el volum dels sòlids de revolució i ataca el mètode dels indivisibles de Bonaventura Cavalieri.[4] En una llarga introducció del primer volum, explicava el contingut de les matemàtiques, la seva descripció, el seu ordre jeràrquic i les seves divisions, intentant eixamplar el camp que Clavius els havia posat.[5]